# 堅杜拜省
堅杜拜省，或译坚杜巴省 是突尼西亞西北部的一個省，臨地中海，西界阿爾及利亞。面積3,102平方公里，2004年人口416,608人。 首府堅杜拜。下分九縣。